# 紫琴护院楼
紫琴护院楼，位于山西省临汾市翼城县隆化镇紫琴村中，建于清代。 
1987年8月20日，紫琴护院楼公布为翼城县文物保护单位。